# Don Callis
Donald Callis (Winnipeg, 13 ottobre 1963) è un ex wrestler e dirigente d'azienda canadese, sotto contratto con la All Elite Wrestling.

## Personaggio

### Mosse finali
- Callis Claw (Diving knee drop)

### Wrestler assistiti
- The Acolytes[2]
- Giant Silva[2]
- Golga[2]
- Kenny Omega[2]
- Kurrgan[2]
- Recon[2]
- Sniper[2]

### Soprannomi
- "The Announcing Ace"
- "The Invisible Hand"
- "The Natural"
- "The Virus"
- "The Warrior Prophet"

## Titoli e riconoscimenti
- Border City Wrestling
  - BCW Can-Am Tag Team Championship (1) – con Terry Taylor
- Lutte Lanaudière
  - Lutte Lanaudière Tag Team Championship (1) – con El Diablero
- West Four Wrestling Alliance/International Wrestling Alliance
  - IWA Heavyweight Champion (2)
  - WFWA Canadian Heavyweight Championship (5)